# The Gentlemen
För TV-serien med samma namn se, The Gentlemen.
The Gentlemen är en amerikansk-brittisk actionkomedi från 2019. Filmen är regisserad av Guy Ritchie, som även skrivit manus. 
Filmen hade premiär i Sverige den 26 februari 2020, utgiven av Scanbox Entertainment.

## Handling
Amerikanen Mickey Pearson har byggt upp ett mycket framgångsrikt marijuanaimperium i London. När ryktet att Pearson har för avsikt att sälja sin vinstdrivande verksamhet till högstbjudande sprider sig genererar det processer som involverar intriger, planer, mutor och utpressning.

## Rollista (i urval)
| - Matthew McConaughey – Mickey Pearson - Charlie Hunnam – Raymond - Henry Golding – Dry Eye - Michelle Dockery – Rosalind Pearson - Jeremy Strong – Matthew Berger - Eddie Marsan – Big Dave - Colin Farrell – Coach - Hugh Grant – Fletcher - Chidi Ajufo – Bunny | - Jason Wong – Phuc - Brittany Ashworth – Ruby - Samuel West – Lord Pressfield - Eliot Sumner – Laura Pressfield - Lyne Renée – Jackie - Chris Evangelou – Primetime - Franz Drameh – Benny - Bugzy Malone – Ernie - Tom Wu – Lord George |